# Аврамов (хутор)
Аврамов (укр. Аврамів) — упраздненный хутор в Любарской волости Новоград-Волынского и Полонского уездов Волынской губернии и Панасовском сельском совете Любарского района Житомирского и Бердичевского округов.

## Население
В 1906 году насчитывалось 8 дворов и 49 жителей.
Количество населения в 1923 году исчислялось 63 особями, дворов — 19.
По итогам переписи населения СССР, на 17 декабря 1926 года численность населения составляла 62 человека, среди них 28 мужчин и 34 женщины, за национальностью: украинцы — 60, поляки — 2. Количество хозяйств — 15.

## История
Основан в 1850 году. В 1906 году хутор входил в состав Любарской волости (5-го стану) Новоград-Волинского уезда Волинской губернии. Расстояние до уездного центра, г. Новограда-Волынского, составляло 97 верст, до волостного правления в местечке Любар — 8 верст. Почтовое отделение — Любар.
В марте 1921 года Любарская волость, к которой принадлежал х. Аврамов, вошла в состав новообразованного Полонского уезда. В 1923 году хутор вошел в состав вновь созданного Панасовского сельского совета, который, от 7 марта 1923 года, был включен в состав новообразованного Любарского района Житомирского округа. Размещался в 8 верстах от районного центра, мест. Любар, и 2 версты от центра сельского совета, с. Панасовка. В июне 1925 года Любарский район включен в состав Бердичевского округа. Расстояние до окружного центра, г. Бердичев, составляло 52 версты, до ближайшей железнодорожной станции Печановка — 18 верст.
По состоянию на 1 октября 1941 года на учете населенных пунктов не состоял.